# Bushdoctrine

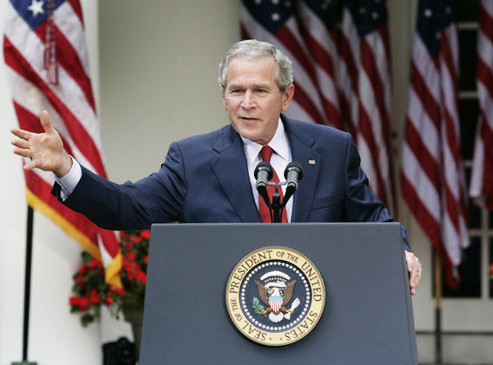
President George W. Bush maakt opmerkingen over de nucleaire ambities van Iran en spreekt over de kernproef van Noord-Korea tijdens een persconferentie in de rozentuin van het Witte Huis in 2006

De bushdoctrine is een van de hoekstenen van het buitenlandse beleid van de Verenigde Staten zoals dat gevoerd werd onder de voormalige Amerikaanse president George W. Bush.

## Achtergrond
De bushdoctrine stelt dat de Verenigde Staten geen onderscheid zullen maken tussen terroristen en die landen die terroristen een veilig onderkomen bieden. Ze werd verwoord als reactie op de terroristische aanslagen van 11 september 2001. De oorlog in Afghanistan in 2001 was een directe uitvoering van de doctrine.
In  ruimere zin is de bushdoctrine gebruikt om preventieve oorlogen te rechtvaardigen tegen landen die potentieel een bedreiging kunnen vormen voor de nationale veiligheid van de Verenigde Staten. Hieronder valt bijvoorbeeld de Irakoorlog van 2003.
De bushdoctrine was een radicale ommekeer van het beleid van de Verenigde Staten zoals dat ten tijde van de Koude Oorlog werd gevoerd toen vooral containment, de "inkapseling" van de Sovjet-Unie en deterrence, oftewel afschrikking, een aanval op de Verenigde Staten en hun bondgenoten moest verhinderen.

## Nadere uitwerking
In een toespraak die Bush hield tegenover de Militaire Academie in West Point op 1 juni 2002 werd de bushdoctrine verder uitgewerkt. Belangrijke punten van de toespraak waren:
- Preventie - de Verenigde Staten behouden zich het recht voor om preventief op te treden tegen landen van waaruit aanvallen van terroristen of met massavernietigingswapens op de Verenigde Staten kan worden uitgevoerd.
- Unilateralisme - de Verenigde Staten treden het liefst op met hun bondgenoten, maar het land zal dit ook alleen doen. De Verenigde Staten zien zich niet gebonden door internationaal recht en VN-resoluties wanneer de veiligheid van hun burgers in direct gevaar is. De Verenigde Staten treden zodoende zo snel mogelijk op, desnoods zonder groen licht van de Veiligheidsraad, teneinde de bedreiging niet te laten escaleren.
- Onoverkomelijke macht - de militaire macht van de Verenigde Staten kan en mag niet bedreigd worden door andere mogendheden.
- Verspreiding van vrijheid en democratie - De veiligheid van de Verenigde Staten is het best gediend door middel van het verspreiden van neoliberaal kapitalisme over de wereld.

De doctrine kreeg, vergelijkbaar met de oude Flexible Response Strategy, een verdere invulling in de National Security Strategy of the United States, een document dat op 17 september 2002 werd uitgegeven door het Witte Huis.